# Port Royale 2: Imperio y Piratas
Port Royale 2: Imperio y Piratas es un videojuego de simulación comercial y estrategia en tiempo real para PC desarrollado por la desaparecida empresa alemana Ascaron Entertainment y editado por FX Interactive. Secuela de Port Royale: Oro, Poder y Piratas y precuela de Port Royale 3: Piratas y Mercantes. El juego se sitúa en el Caribe del siglo XVII, donde el jugador simula la vida de un comerciante inexperimentado del Mar Caribe. Fue lanzado para windows en Alemania el 30 de abril, en Francia el 30 de septiembre, en Japón el 26 de noviembre, en Norteamérica el 23 de septiembre y en Rusia el 1 de octubre de 2004.

## Jugabilidad

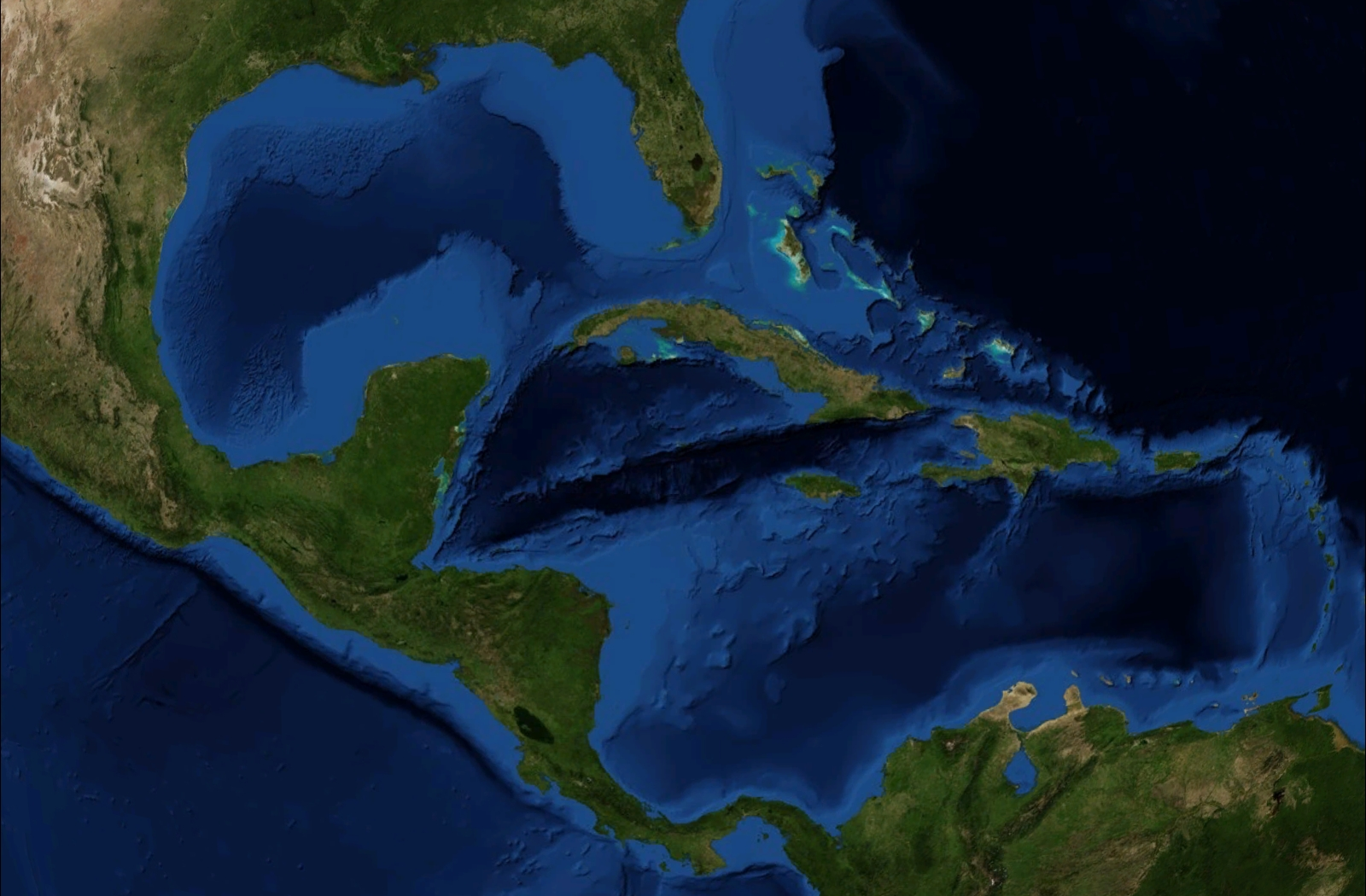
Extensión del Mar Caribe

Port Royale es un videojuego de final abierto situado en la región Caribeña del siglo XVII. El juego se basa económicamente en el comercio, aunque posteriormente el jugador podrá dedicarse a hacer misiones de sabotaje, saqueo o captura de ciudades. El juego cuenta con diversos barcos históricos así como famosos piratas, tales como Charles Vane y Edward Teach, conocido como Barbanegra. El jugador podrá escalonar diversos rangos navales, desde Grumete hasta ser Señor de los Mares, incluso ser gobernador de su misma ciudad. Además el juego da la posibilidad de capturar barcos mediante el abordaje siempre que cuente con suficientes marinos para ocuparlo y en ciertas ocasiones podrá efectuar un duelo de espada contra el capitán del barco contrario sin que haya bajas de marinos. El juego durante las batallas marítimas tiene elementos de videojuegos de estrategia por turnos. Aunque el juego no es muy riguroso históricamente, a menudo aparecerá un personaje en las tabernas llamado "Cronista" que relata hechos poco conocidos del Caribe del año 1600 así como relacionados al descubrimiento de América, tales como contactos previos a Colón por parte de los vikingos, la llegada del Barco del tesoro chino a América, el empleo de corsarios para sabotear a naciones enemigas, la esclavitud en América y el descubrimiento del cacao.

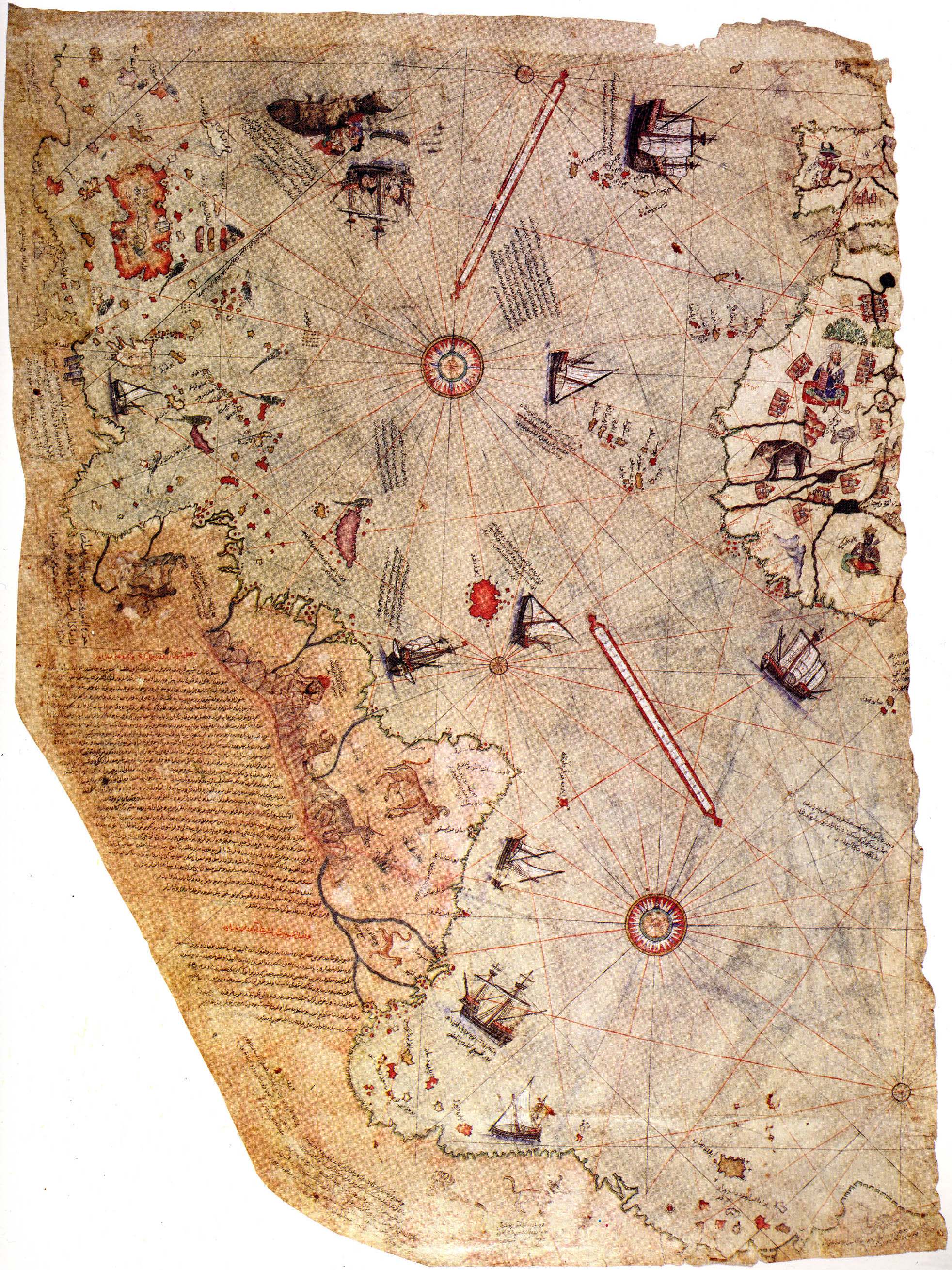
Fragmento del mapa de Piri Reis

### Barcos

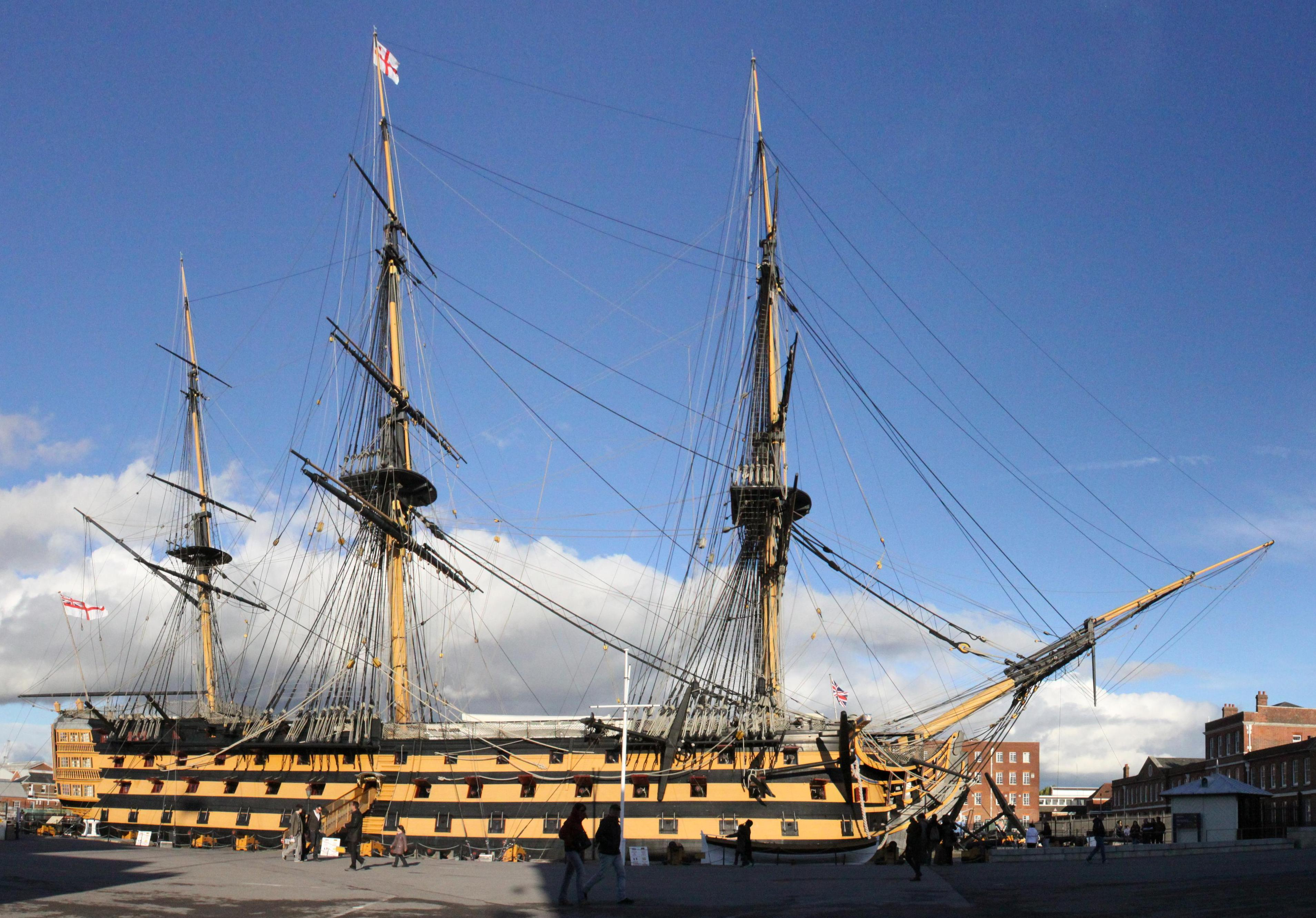
El HMS Victory es el único Navío de Línea que ha sobrevivido hasta el presente.

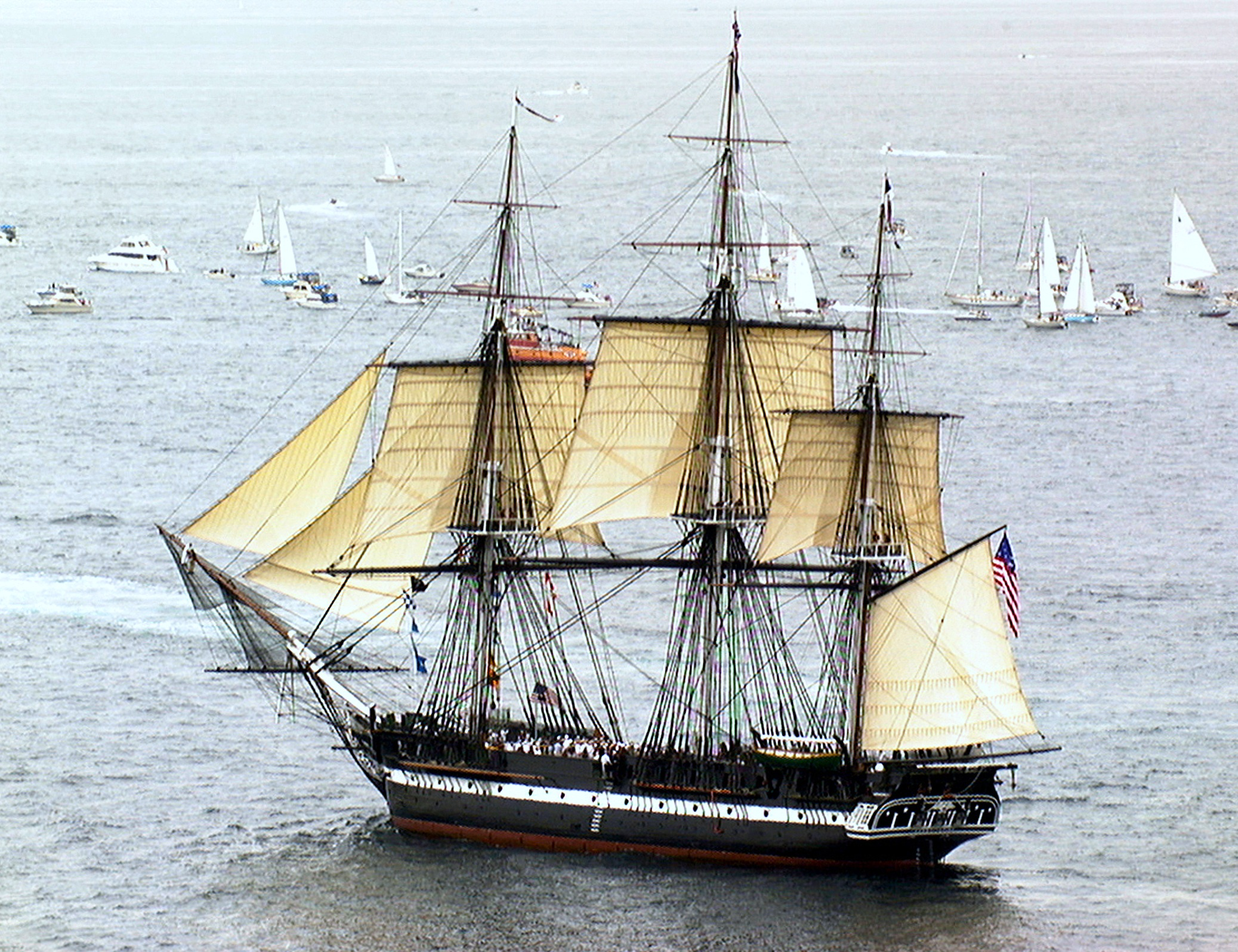
USS Constitution, la fragata más antigua aún en servicio.

El juego cuenta con 17 barcos distintos, de los cuales algunos deberán ser capturados para su uso ya que son exclusivos de cada nación y no se pueden hallar en los astilleros. Los barcos van desde los simples usados para transporte de mercancías como la Pinaza, el Balandro, el Bergantín, la Bricbarca, el Filibote, hasta los de uso militar como la Corbeta, la Fragata, el Galeón, la Carabela francesa, la Carraca holandesa y el Navío de línea inglés. Además de los barcos exclusivos de las naciones europeas, existe un barco único que puede desafiar la velocidad de barlovento, una Fragata aliementada de carbón avanzada para su época y que el jugador podrá acceder a ella después de haber hallado unos artefactos náuticos repartidos en el Mar Caribe, tales como el Anemómetro, el Sextante, Catalejos o un fragmento del Mapa de Piri Reis.

### Comercio
Port Royale se basa económicamente en el comercio, al comienzo el jugador sólo se limitará a comprar y vender mercancías pero mediante progrese en el juego podrá establecer rutas comerciales automáticas, ser dueño de negocios tales como alfares de ladrillos, plantaciones y carnicerías, hasta ser propietario de toda una comarca. Algunos negocios del juego necesitarán el suministro continuo de materias primas para elaboración de bienes de consumo, como el ron necesitará un suministro constante de azúcar y las cuerdas de fibras de cáñamo. Por estar situado en el siglo XVII, algunos bienes manufacturados no se producen en el Nuevo Mundo y deben ser importados del Viejo Mundo. Además el jugador se enfrentará a obstáculos que podrían detener su producción, tales como una brote de peste, plagas de ratas, tempestades o saqueo por parte de un ataque enemigo. A consecuencia de los obstáculos se necesitará un suministro temporal de los productos afectados, como una plaga de ratas destruirá la comida, se necesitará un suministro temporal de alimentos y de la peste, pese a la tradición antigua de apilar la ropa de personas infectadas y quemárlas, se necesitará un suministro de ropa.

### Batalla
Al comienzo el jugador no será víctima de ataque enemigo pero conforme suba de rango surgirán piratas y atacarán los barcos de cualquier nación, así como los barcos militares de una nación hostil. El jugador podrá atacar a las naciones sin afectar relaciones con otras siempre que cuente con una Patente de Corso. El jugador también podrá contratar a piratas en las tabernas sin que afecte su relación con las naciones. A menudo el jugador se encontrará con píratas y corsarios conocidos con su respectiva bandera pirata tales como Christopher Moody, Edward Teach, Christopher Condent, Jack Rackham, Henry Morgan, Bartholomew Roberts, Stede Bonnet o Thomas Tew los cuales favorecerán la reputación con las naciones siempre que acabe con sus barcos o guaridas. El jugador también podrá atacar ciudades después de derrotar a sus respectivas defensas tales como barcos defensores así como torres defensivas.

Bandera de Christopher Moody
Bandera de Edward Teach
Bandera de Christopher Condent
Bandera de Jack Rackham
Bandera de Bartholomew Roberts
Bandera de Stede Bonnet
Bandera de Thomas Tew

### Naciones

Bandera de la Corona de Castilla de España. (1230-1715)
Bandera del Pabellón de Francia. (1364-1638)
Bandera de los Paises Bajos. (1630-Presente)
Bandera del Pabellón naval del Reino Unido. (1545-Presente)

### Ciudades
| Ciudad           | País en el juego | País en la actualidad  |
| ---------------- | ---------------- | ---------------------- |
| Corpus Christi   | España           | Estados Unidos         |
| Tampico          | España           | México                 |
| Veracruz         | España           | México                 |
| Villa Hermosa    | España           | México                 |
| Campeche         | España           | México                 |
| Sisal            | España           | México                 |
| Cancún           | España           | México                 |
| Belice           | España           | Belice                 |
| Roatán           | España           | Honduras               |
| Providencia      | España           | Colombia               |
| Cartagena        | España           | Colombia               |
| Santa Marta      | España           | Colombia               |
| Maracaibo        | España           | Venezuela              |
| Gibraltar        | España           | Venezuela              |
| Coro             | España           | Venezuela              |
| Puerto Cabello   | España           | Venezuela              |
| Caracas          | España           | Venezuela              |
| Margarita        | España           | Venezuela              |
| Puerto Santo     | España           | Venezuela              |
| Puerto España    | España           | Trinidad y Tobago      |
| Curaçao          | España           | Curazao                |
| Georgetown       | España           | Guyana                 |
| Nombre de Dios   | España           | Cuba                   |
| La Habana        | España           | Cuba                   |
| Gibara           | España           | Cuba                   |
| Santiago         | España           | Cuba                   |
| Trinidad         | España           | Cuba                   |
| Evangelista      | España           | Cuba                   |
| Caimán           | España           | Reino Unido            |
| Port Royale      | España           | Jamaica                |
| Nueva Orleans    | Francia          | Estados Unidos         |
| Biloxi           | Francia          | Estados Unidos         |
| Pensacola        | Francia          | Estados Unidos         |
| St. Joe          | Francia          | Estados Unidos         |
| Tampa            | Francia          | Estados Unidos         |
| Cayos de Florida | Francia          | Estados Unidos         |
| Charleston       | Francia          | Estados Unidos         |
| Fort Caroline    | Francia          | Estados Unidos         |
| San Agustín      | Francia          | Estados Unidos         |
| Gran Bahama      | Holanda          | Bahamas                |
| Eleuthera        | Holanda          | Bahamas                |
| Nassau           | Holanda          | Bahamas                |
| Andros           | Holanda          | Bahamas                |
| Cat Island       | Holanda          | Bahamas                |
| Gran Bahama      | Holanda          | Bahamas                |
| Charles Town     | Holanda          | Bahamas                |
| Turk Islands     | Holanda          | Reino Unido            |
| Tortuga          | Inglaterra       | Haití                  |
| Puerto Príncipe  | Inglaterra       | Haití                  |
| Isabela          | Inglaterra       | República Dominicana   |
| Santo Domingo    | Inglaterra       | República Dominicana   |
| San Juan         | Inglaterra       | Estados Unidos         |
| Santo Tomé       | Inglaterra       | Estados Unidos         |
| San Martín       | Inglaterra       | Francia                |
| Antigua          | Inglaterra       | Antigua y Barbuda      |
| St. Kitts        | Inglaterra       | San Cristóbal y Nieves |
| Guadalupe        | Inglaterra       | Francia                |
| Martinica        | Inglaterra       | Francia                |
| Santa Lucía      | Inglaterra       | Santa Lucía            |
| Granada          | Inglaterra       | Granada                |
| Barbados         | Inglaterra       | Barbados               |

### Ciudades emergentes
| Ciudad         | País en la actualidad |
| -------------- | --------------------- |
| Savannah       | Estados Unidos        |
| Otchagua       | Estados Unidos        |
| Carlos         | Estados Unidos        |
| Magdelaine     | Estados Unidos        |
| Río Grande     | Estados Unidos        |
| Villa Rica     | México                |
| Valladolid     | México                |
| San Thomas     | Belice                |
| Puerto Cabezas | Nicaragua             |
| Puerto Bello   | Panamá                |
| Río Hacha      | Colombia              |
| Barcelona      | Venezuela             |
| Los Morillas   | Estados Unidos        |
| Petit Trou     | República Dominicana  |
| Manzanillo     | Cuba                  |
| Santa Clara    | Cuba                  |

## Recepción
El juego recibió generalmente buenas críticas.
- PC Format encontró el juego sin problemas, declarando que Port Royale 2 "...Pasan los años muy rápido".[3]
- IGN fue ligeramente más positivo, diciendo que "... Es un juego sólido sin complicaciones", "porque el juego tiene un final abierto". IGN declaró que "Tiene una grande posibilidad de reiniciar el juego mientras eliges diferente bando cada vez que juegas".[6]
- El juego recibió elogios de 1Up.com, quienes declararon que "Es una experiencia atrapante". De cualquier manera, criticaron el juego, diciendo que "Port Royale 2 al comienzo es muy lento y que puede llevar mucho tiempo amasar una gran cantidad de dinero".[7]
- GameSpot le dio al juego un sólido 8.3/10 , diciendo "Port Royale se concentra más en construir negocios y juntar dinero que en batallas y duelos de espada, pero el diseño está brillantemente realizado".

## Curiosidades
- España es la nación con un mayor número de ciudades, seguida de Inglaterra, Francia y por último, Holanda.
- Cuando una ciudad entra en estado de peste, la gente acostumbraba a apilar la ropa y quemar-la, mientras se quema se puede ver a un Teletubbie empalado.
- Cuando se está luchando contra en un pirata en su guarida, se puede apreciar que generalmente hay obras de Rembrandt en el fondo.
- Cuando en la fecha del juego está cerca de la Navidad, el monumento del centro de la ciudad se sustituye por un árbol de Navidad.
- Hay una leyenda que dice que si se juega con Holanda y se consiguen todas las ciudades (salvo las 3 sedes del virrey que no pueden ser conquistadas si ya se tomó para sí las de los gobernadores), y se navega hacia las Islas Bermudas, es posible encontrarse con el convoy del Holandés Volador.

## Requisitos mínimos del sistema
```
- Sistemas compatibles:
Windows 98/Me/XP/Vista/W7. 

- Procesador:
Pentium
 III 700 MHz.

- RAM:
256 MB de memoria RAM.

- Tarjeta gráfica:
32 MB o superior

- Monitor:
Resolución de 1024×768.

- Espacio:
900 MB de espacio libre en el disco duro.

- DVD-ROM.

- Tarjeta de sonido.
```